# Dean Karnazes
Dean Karnazes, né le 23 août 1962 à Inglewood, est un coureur de longues distances américain d'origine grecque. Il est l'auteur du livre Ultramarathon Man: Confessions of an All Night Runner, dans lequel on retrouve des informations destinées à un large public sur l'endurance en ultrafond.

## Biographie
Il réside actuellement[Quand ?] en Californie avec sa femme Julie ainsi que ses deux enfants : Alexandria et Nicholas. Son importante endurance lui permet de courir sur de très longues durées.

## Courses réalisées

### Victoires significatives
- En 2003, « Badwater Ultramarathon » chez les hommes, deuxième du général
- En 2004, « Badwater Ultramarathon »
- En 2006, « Vermont 100 Mile Endurance Run »

### Défis relevés en courant
- Il a couru 350 miles (563,27 km) sans dormir en 80 heures et 44 minutes (2005) [2]
- Il a inauguré le Marathon du Pôle Sud avec des chaussures de course à pied conventionnelles[3]
- Il a couru 148 miles (238,18 km) en 24 heures sur un tapis roulant (2004)[4]
- Il a complété le « 199 mile Providian Saturn Relay » six fois en solo
- Il a couru 86 km dans le désert pour l'émission Superman Challenge diffusée le 9 mai 2014 sur RMC Découverte. Son taux d'acide lactique et son pouls sont restés inchangés.[réf. nécessaire][5]

### Défis relevés dans d'autres sports d'endurance
- Il a traversé la Baie de San Francisco à la nage.
- Il a pratiqué le vélo de montagne pendant 24 heures d'affilée.

- Il a été porteur de la flamme des Jeux Olympiques d'été dans sa ville de San Francisco.

### North Face Endurance 50
Il s'agissait pour Dean Karnazes de courir 50 marathons en 50 jours consécutifs dans 50 différents États des États-Unis, en commençant par le marathon de Saint Louis le 17 septembre 2006 pour terminer en force le 5 novembre de la même année avec son meilleur temps (3 heures et 30 secondes) au marathon de New York. Huit des cinquante épreuves figuraient parmi les marathons officiels (ceci étant dû au fait que ces derniers sont habituellement tenus les samedis ou les dimanches).